# Groene krabspin
De groene krabspin (Diaea dorsata) is een spin uit de familie krabspinnen (Thomisidae).
De spin is gemakkelijk te herkennen aan zijn groene kopborststuk en poten, maar bruine, geel omrande achterlijf. De lengte is ongeveer 7 millimeter. De spin maakt geen web maar jaagt op bladeren op langslopende insecten die met de uitgestoken poten gegrepen worden. De prooi wordt verlamd door deze in de nek te bijten. Stekende prooien, zoals bijen, worden met de lange poten op afstand gehouden.